# Дьорд Клапка
Дьорд Клапка (на унгарски: Klapka György) е унгарски генерал, един от водачите на неуспешната освободителна война срещу Австрийската империя от 1848 – 1849 година.

## Биография
Клапка постъпва в австрийската армия през 1838 година. Служи в гвардейски полк, съставен от унгарски благородници, а по-късно в полк на границата с Османската империя. Уволнява се в началото на 1848 година, малко преди революцията, като старши лейтенант.

### Участие в Унгарската революция
През същата година, с избухването на войната с Австрия и етническите малцинства в Унгарското кралство, Клапка се поставя в услуга на водения от Лайош Кошут Комитет за защита на родината и за кратко време допринася много за националната отбрана: организира секелското опълчение срещу австрийците и власите в Трансилвания, участва в засилването на крепостите по границата с Австрия, а по-късно е начело на щаба на войската, потушила временно сръбското въстание във Войводина.
Произведен в чин полковник, през януари 1849 година Клапка отразява с корпус от националната гвардия австрийското нападение от Галиция в Северна Унгария, край Каша. За тези успехи получава генералски чин. През април под командването на Артур Гьоргей Клапка участва в операциите, довели до освобождаването на Пеща, и начело на авангарда на унгарските войски разбива австрийците при Над Шало.
През май 1849 генерал Клапка е назначен за министър на отбраната в правителството на Семере, но не се задържа дълго на този пост. През юни австрийските армии отново настъпват срещу Пеща, този път подкрепени от силни руски контингенти. Клапка поема командването на най-силната крепост в Западна Унгария – Комаром. Австрийско-руските войски обхождат крепостта и се насочват на югоизток след главните унгарски сили и правителството, които се оттеглят в Банат. Клапка се възползва от това и със силния си гарнизон освобождава областта по левия и десния бряг на Дунав чак до Дьор. Но в средата на август съпротивата в Източна Унгария е потушена. Комаром остава последната свободна унгарска крепост. След близо едномесечна обсада австрийският командир Юлиус Хайнау приема условията на Клапка – на 27 септември крепостта отваря вратите си, но защитниците ѝ са оставени на свобода.

### В емиграция и завръщане в Унгария
Клапка емигрира в Османската империя, а по-късно се установява в Швейцария. Участва във всички по-сериозни опити на унгарските емигранти да се възползват от конфликтите между Великите сили, за да възобновят борбата срещу Хабсбургите. Първият, през 1854 – 1855, не сполучва, тъй като Австрия запазва неутралитет в Кримската война. По време на войната на Франция и Пиемонт срещу Австрия през 1859 година Клапка заедно с Кошут формира емигрантско правителство в Генуа и подготвя нахлуване на австрийска територия с легион от унгарски доброволци. Проектът е осуетен в последния момент от решението на френския император Наполеон III да сключи мир с Франц Йосиф. През 1866 година Клапка подготвя нов легион, този път в Силезия, и участва в Австрийско-пруската война на страната на Бисмарк.
Конституцията от 1867 година осигурява вътрешна автономия на Унгария и амнистия за революционерите, сред които и Клапка. Той се завръща в страната си и става депутат от партията на Ференц Деак, която сътрудничи с Хабсбургите в новите политически условия.
През 1877 година, когато избухва поредната руско-турска война, Клапка участва в усилията за реорганизация на османската армия.

## Дигитализирани съчинения
Още в първите години на изгнанието си Клапка публикува в Лайпциг, Женева и Лондон мемоари и исторически съчинения върху унгарската освободителна война и Кримската война.
- Memoiren von Georg Klapka. April bis October 1849. Leipzig, Verlag von Otto Wigand, 1850 (на английски: том 1 и том 2)
- The War in the East. From the Year 1853 till July 1855. London, Chapman & Hall, 1855.
- Aus meinen Erinnerungen. Zürich, 1887. Посетен на 05.10.2016.